# Nicolás Mazzola
Pour les articles homonymes, voir Mazzola (homonymie).
Nicolás Mazzola (né le 8 septembre 1990 à Esperanza en Argentine) est un footballeur argentin qui évolue au poste d'attaquant.

## Biographie
Au cours de son passage en Suisse, il dispute 31 matchs en Challenge League (D2), inscrivant cinq buts.
Il termine meilleur buteur de la deuxième division argentine en 2014, avec neuf buts.

## Palmarès
| Instituto - Championnat d'Argentine D2 : - Meilleur buteur : 2014 (9 buts). |